# 坂本真由美
坂本 真由美（さかもと まゆみ）は日本のクラシック音楽のピアニスト。

## 経歴
神奈川県 横浜市出身。東京芸術大学音楽学部付属音楽高等学校を経て東京芸術大学音楽学部ピアノ科卒業。ハノーファー音楽演劇大学 ピアノ科ソリストディプロマを卒業。在学中より教授アシスタントなどを務めた。2013年ドイツ国家演奏家資格を取得。
財団法人ロームミュージックファンデーション奨学生として2005年より渡独し、ハノーファーを拠点にヨーロッパを中心に演奏活動を行い、現在は日本、アメリカでも活動を広げている。
東京芸術大学音楽学部ピアノ科や京都市立芸術大学音楽学部ピアノ科、東京音楽大学で教鞭を執るほか、2019年度より京都大学大学院医学研究科客員研究員、2020年より全日本ピアノコンクール理事、2021年より一般社団法人日本音楽協会理事を務めるなど、演奏活動のみならず、後進の育成や研究にも力を入れている。国内外のオーケストラと数多く共演し、これまでにケルン放送管弦楽団とモーツァルトのピアノ協奏曲のアルバムをリリースしている。

## 受賞
- 2004年 - エドヴァルド・グリーグ国際ピアノコンクール優勝[6]
- 2006年 - ピネローロ国際ピアノコンクール入賞[7]
- 2006年 - アンドラ国際ピアノコンクール第２位およびフランス音楽作品特別賞[8]
- 2007年 - イタリア文化庁パウジルイポン国際ピアノコンクール最高位およびドメニコ・スカルラッティ作品特別賞[9]
- 2009年 - トップ・オブ・ザ・ワールド国際ピアノコンクール（英語: Top of the World International Piano Competition）第２位
- 2011年 - ケルン国際音楽コンクールピアノ部門優勝およびWDRケルン放送管弦楽団特別賞[10]

## 音盤
- 2015年 - モーツァルトピアノ協奏曲 第20番＆21番 共演 - ニクラス・ウィレン（指揮）、WDRケルン放送管弦楽団 [11][12][13]

## 出演
- 2010年 - 第29回横浜市招待国際ピアノ演奏会[14]
- 2015年 - テレビ朝日系『関ジャニ∞のTheモーツァルト 音楽王No.1決定戦[15]』で優勝し、初代ピアノ王。（2015年9月25日放送）
- 2018年 - TBSテレビ『ミリオンチャンス』で番組内の企画に挑戦する出演者へピアニストとしてアドバイス。（2018年5月12日放送）
- 2025年 - フジテレビ『チャンハウス』ピアノ企画にてピアニストとして判定・コメント出演。（2025年8月2日放送）